# Tim Buckley (album)
Tim Buckley è il primo album discografico del cantante rock statunitense Tim Buckley, pubblicato nell'ottobre del 1966 dalla Elektra Records. I brani del disco furono registrati nell'agosto del 1966 al Sunset Sound di Los Angeles, California (Stati Uniti).

## Tracce
Brani composti da Tim Buckley, eccetto dove indicato
Lato A
1. I Can't See You – 2:40 (Larry Beckett, Tim Buckley)
2. Wings – 2:30 (Tim Buckley)
3. Song of the Magician – 3:05 (Larry Beckett, Tim Buckley)
4. Strange Street Affair Under Blue – 3:10 (Larry Beckett, Tim Buckley)
5. Valentine Melody – 3:40 (Larry Beckett, Tim Buckley)
6. Aren't You the Girl – 2:01 (Tim Buckley)

Durata totale: 17:06
Lato B
1. Song Slowly Song – 4:13 (Larry Beckett, Tim Buckley)
2. It Happens Every Time – 1:49 (Tim Buckley)
3. Song for Jainie – 2:43 (Tim Buckley)
4. Grief in My Soul – 2:03 (Larry Beckett, Tim Buckley)
5. She Is – 3:05 (Larry Beckett, Tim Buckley)
6. Understand Your Man – 3:06 (Tim Buckley)

Durata totale: 16:59
Edizione doppio CD del 2011, pubblicato dalla Rhino Handmade Records (RH2 526087)
CD 1 (The Stereo Album - The Mono Album)
1. I Can't See You – 2:43 (L. Beckett, T. Buckley) – Stereo
2. Wings – 2:34 (T. Buckley) – Stereo
3. Song of the Magician – 3:09 (L. Beckett, T. Buckley) – Stereo
4. Strange Street Affair Under Blue – 3:14 (L. Beckett, T. Buckley) – Stereo
5. Valentine Melody – 3:44 (L. Beckett, T. Buckley) – Stereo
6. Aren't You the Girl – 2:06 (T. Buckley) – Stereo
7. Song Slowly Song – 4:17 (L. Beckett, T. Buckley) – Stereo
8. It Happens Every Time – 1:52 (T. Buckley) – Stereo
9. Song for Jainie – 2:46 (T. Buckley) – Stereo
10. Grief in My Soul – 2:08 (L. Beckett, T. Buckley) – Stereo
11. She Is – 3:09 (L. Beckett, T. Buckley) – Stereo
12. Understand Your Man – 3:11 (L. Beckett, T. Buckley) – Stereo
13. I Can't See You – 2:44 (L. Beckett, T. Buckley) – Mono
14. Wings – 2:34 (T. Buckley) – Mono
15. Song of the Magician – 3:07 (L. Beckett, T. Buckley) – Mono
16. Strange Street Affair Under Blue – 3:12 (L. Beckett, T. Buckley) – Mono
17. Valentine Melody – 3:45 (L. Beckett, T. Buckley) – Mono
18. Aren't You the Girl – 2:07 (T. Buckley) – Mono
19. Song Slowly Song – 4:15 (L. Beckett, T. Buckley) – Mono
20. It Happens Every Time – 1:52 (T. Buckley) – Mono
21. Song for Jainie – 2:46 (T. Buckley) – Mono
22. Grief in My Soul – 2:07 (L. Beckett, T. Buckley) – Mono
23. She Is – 3:08 (L. Beckett, T. Buckley) – Mono
24. Understand Your Man – 3:07 (L. Beckett, T. Buckley) – Mono

Durata totale: 69:37
CD 2
1. Put You Down – 2:25 (L. Beckett, T. Buckley) – The Bohemians Demo
2. It Happens Every Time – 2:05 (T. Buckley) – The Bohemians Demo
3. Let Me Love You – 2:26 (T. Buckley) – The Bohemians Demo
4. I've Played That Game Before – 2:46 (T. Buckley) – The Bohemians Demo
5. She Is – 3:08 (L. Beckett, T. Buckley) – The Bohemians Demo
6. Here I Am – 2:49 (L. Beckett, T. Buckley) – The Bohemians Demo
7. Don't Look Back – 2:19 (Jim Fielder) – The Bohemians Demo
8. Call Me If You Do – 2:46 (L. Beckett, T. Buckley) – The Bohemians Demo
9. You Today – 2:45 (L. Beckett, T. Buckley) – The Bohemians Demo
10. No More – 2:46 (T. Buckley) – The Bohemians Demo
11. Won't You Please Be My Woman – 2:36 (T. Buckley) – The Bohemians Demo
12. Come on Over – 2:11 (L. Beckett, T. Buckley) – The Bohemians Demo
13. She Is – 2:51 (L. Beckett, T. Buckley) – Acoustic Demo
14. Aren't You the Girl – 2:05 (T. Buckley) – Acoustic Demo
15. Found at the Scene of a Rendevous That Failed – 1:53 (L. Beckett, T. Buckley) – Acoustic Demo, Larry Beckett voce solista
16. Wings – 2:26 (T. Buckley) – Acoustic Demo
17. My Love Is for You – 2:03 (T. Buckley) – Acoustic Demo
18. Birth Day – 3:42 (L. Beckett, T. Buckley) – Acoustic Demo
19. Song Introduction by Larry Beckett – 0:39 – Acoustic Demo, Larry Beckett voce solista
20. I Can't See You – 3:05 (L. Beckett, T. Buckley) – Acoustic Demo
21. Birth Day – 1:35 (L. Beckett, T. Buckley) – Acoustic Demo
22. Long Tide – 1:42 (L. Beckett, T. Buckley) – Acoustic Demo

Durata totale: 53:03
- CD 1 registrato nell'agosto del 1966 al Sunset Sound di Los Angeles, California
- CD 2, brani nr.: 1,2,3,4,5,6,7,8,9,10,11 e 12, registrati l'8 novembre 1965 ad Anaheim, California
- CD 2, brani nr.: 13,14,15,16,17,18,19,20,21 e 22, registrati nell'estate del 1966 ad Anaheim, California

## Musicisti
- Tim Buckley – voce, chitarra, arrangiamenti
- Lee Underwood – chitarra solista
- James Fielder – basso
- Billy Mundi – batteria, percussioni
- Van Dyke Parks – clavicembalo, pianoforte, celesta
- Jack Nitzsche - arrangiamenti strumenti ad arco
- Bruce Botnick - tecnico del suono
- Jac Holzman - supervisore alla produzione, produttore
- Paul Rothchild - produttore

CD 2
- Tim Buckley - chitarra solista (CD 2: 13,14,15,16,17,18,20,21 e 22)
- Tim Buckley - chitarra ritmica (CD 2: 1,2,3,4,5,6,7,8,9,10,11 e 12)
- Tim Buckley - voce (CD 2: 1,2,3,4,5,6,7,8,9,10,11,12,13,14,16,17,18,20,21 e 22)
- Larry Beckett - voce (CD 2: 15 e 19)
- Larry Beckett - batteria (CD 2: 1,2,3,4,5,6,7,8,9,10,11 e 12)
- Brian Hartzler - chitarra solista (CD 2: 1,2,3,4,5,6,7,8,9,10,11 e 12)
- Jim Fielder - basso (CD 2: 1,2,3,4,5,6,7,8,9,10,11 e 12)